# Opéra de Saint-Étienne
 (décembre 2018).
L’Opéra de Saint-Étienne est situé au cœur du Jardin des plantes à Saint-Étienne. C’est un théâtre à l'italienne, moderne, qui est membre de la ROF (Réunion des opéras de France). Il possède deux salles, le Grand Théâtre Massenet et le Théâtre Copeau.

## Historique
En 1969, la Maison de la Culture et des Loisirs de Saint-Étienne est inaugurée par André Malraux. Elle a vocation à rendre accessibles les œuvres artistiques au plus grand nombre de Français et établir un équilibre entre Paris et la province par une politique de décentralisation culturelle. Le bâtiment est la création des architectes Ferraz, Seignol, Gouyon et Clément. Il comprend deux salles : le Grand Théâtre Massenet (1 200 places) et le Théâtre Copeau (300 places).
En 1994, l'ensemble est appelé L'Esplanade. En 1998, le Grand-Théâtre Massenet est détruit par suite d'un incendie criminel ; une programmation hors les murs est organisée durant deux saisons. En 2001, le Grand Théâtre Massenet rouvre au public. En 2006, L’Esplanade devient l’Opéra Théâtre de Saint-Étienne.
En 2015, l’Opéra Théâtre de Saint-Étienne devient l’Opéra de Saint-Étienne, et propose désormais une programmation recentrée sur sa production lyrique, donnant une place privilégiée à l’Orchestre Symphonique Saint-Étienne Loire (OSSEL) et au Chœur Lyrique Saint-Étienne Loire.

## Présentation
Cette salle accueille près de 100 000 spectateurs par an. La saison culturelle offre plus de 300 spectacles qui se déclinent en cinq pôles majeurs : le piano, le symphonique, le lyrique, la musique classique et la danse. Grâce à ses ateliers de construction de décors et de réalisation de costumes, situés au sein même de la structure, l'Opéra de Saint-Étienne produit et coproduit chaque saison de nouvelles œuvres lyriques.
L'Opéra de Saint-Étienne propose une saison dédiée, variée, avec une programmation symphonique, chorégraphique mais aussi théâtrale.
L'Opéra de Saint-Étienne est organisé en régie directe municipale depuis 1969.

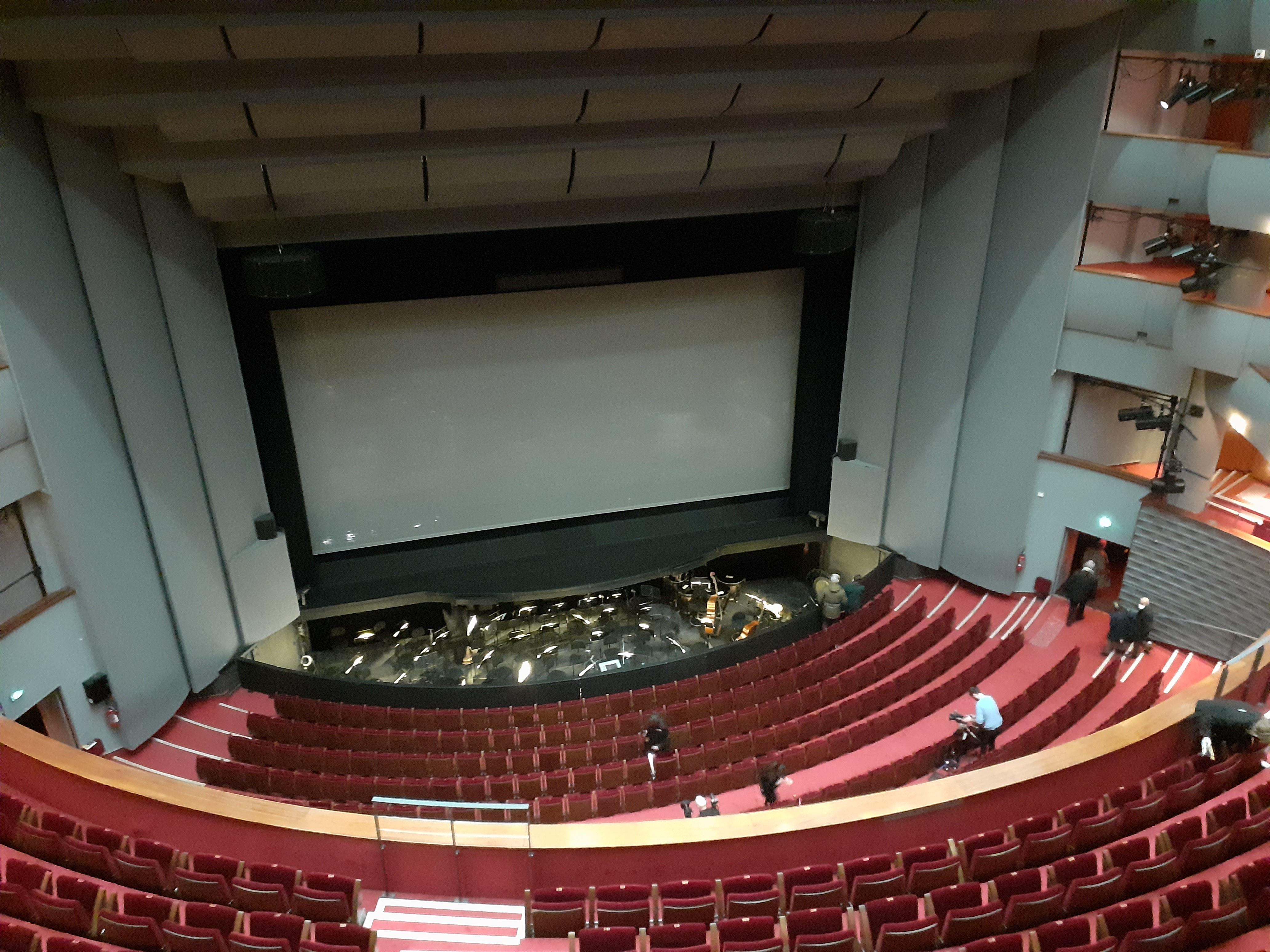
Grand théâtre Massenet